# Irapeo
Irapeo es una localidad del estado mexicano de Michoacán. Es parte del municipio de Charo.

## Toponimia
El nombre «Irapeo» proviene de los términos en purépecha: iraparani, llevar cántaros; eo, locativo. Su significado es «Lugar de los cargadores de cántaros».

## Demografía
| Gráfica de evolución demográfica |
|                                  |

| Censo | Población |
| ----- | --------- |
| 1900  | 193       |
| 1910  | 331       |
| 1921  | 288       |
| 1930  | 334       |
| 1940  | 354       |
| 1950  | 507       |
| 1960  | 749       |
| 1970  | 1 020     |
| 1980  | 1 099     |
| 1990  | 1 644     |
| 2000  | 1 566     |
| 2010  | 1 817     |
| 2020  | 1 899     |